# Верхів'я Боківської балки
Верхів'я Боківської балки — ботанічний заказник місцевого значення. Об'єкт розташований на території Кропивницькому району Кіровоградської області, поблизу с. Бокове.
Площа — 5 га, статус отриманий у 2003 році.
20 грудня 2024 перейменована на Верхів'я Боківської балки.